# Јован IV Палеолог
Јован IV Палеолог (итал. Giovanni IV Paleologo, * 24. јун 1413. године, † 19. јануар 1464. године) био је маркгроф од Монферата од 1445. године, до своје смрти.
Најстарији је син маркгрофа Јована Јакова († 12. марта 1445. године) и Јоване Савојске († 1460. године) – ћерке „црвеног грофа“ Амадеа VII († 1391. године).
Пре ступања на престо, током рата између Монферата и Савоје, Јована је заробио гроф Амадео VIII и задржао га је код себе као таоца. Служио је као кондотијер у Венецијанској Републици током Ломбардијског рата (1425 – 1454. године).
Наследио је оца 1445. године. За време владавине маркгрофа Јована IV, династија Палеолога изгубила је власт у Византији, коју су 1453. године освојили Турци Османлије.
Маркиз Јован IV оженио се децембра 1458. године, у Казалеу са Маргаритом Савојском (* април 1439. године, Пинероло, † 9. март 1483. године,Бриж), ћерка војводе Лудвига Савојског (* 1. априла 1437. године, Женева † 16. јула 1482. године, Шато Рипаи до Тонон де Лусигнон) и Ане Лузињан од Кипра (* 1419. године, † 1462. године). Донела му је мираз од 100.000 скудија и градове Трино, Морано сул По, Борго Сан Мартино и Момбаруцо. Имали су једну ћерку:
- Елена Маргарета (* 1459. године, † 1496. године), удата 1480. године, за Виктора, војводу од Минстерберга († 1500. године).

Такође има двоје ванбрачне деце:
- Сара (* 1462. године, † 1503. године) и
- Сципион (* 1463. године, † 1485. године).

Маркгроф Јован IV Палеолог је преминуо 19. јануара 1464. године. у Казалеу и сахрањен је, као и његов отац, у цркви Сан Франческо. Наследио га је брат Вилијам VIII. Године 1466. његова удовица Маргарета се удала за грофа Петра II од Луксембурга (* 1435 † 1482. године), грофа од Сен Пола.